# 言語育成振興局
言語育成振興局（げんごいくせいしんこうきょく、インドネシア語: Badan Pengembangan dan Pembinaan Bahasa）、旧称で言語書籍開発局 (Badan Pengembangan Bahasa dan Perbukuan)、ないし、言語センター (Pusat Bahasa) は、インドネシア語の標準化と規範化とともに、インドネシア各地の諸言語の保全を担う公的組織。インドネシア政府の教育・文化・研究・技術省傘下に位置づけられる部局である。

## 歴史
この組織は、最初は1947年にインドネシア大学の一部局という位置づけで、言語文化研究院（オランダ語: Instituut voor Taal en Cultuur Onderzoek, ITCO）として誕生した。その代表に就いたのは教授であったヘリット・ヤン・ヘルトであった。一方、1945年に独立を宣言したばかりのインドネシア政府は、言語局 (Balai Bahasa) を1948年3月に設置した。当時、その組織は教育・教授・文化省の文化局に置かれていた。
1952年に至り、これら2つの組織はいずれもインドネシア大学文学部に統合された。統合後の組織は言語文化部門 (Lembaga Bahasa dan Budaya) とされた。7年後の1959年6月1日、この部門は言語文学部門 (Lembaga Bahasa dan Kesusastraan) となり、教育・教授・文化省に統合された。
1966年11月3日、再び改称がおこなわれ、言語・文学総局 (Direktorat Bahasa dan Kesusasteraan) となり、文化総局長 (the Directorate General of Culture) を介して教育・文化省のもとに位置づけられた。1969年5月27日、総局は同じ総局長のもとで、国語局 (Lembaga Bahasa Nasional, LBN) と改称された。
1975年4月1日、LBNはまた改称されて中央言語学習研究センター (Pusat Pembinaan dan Pengembangan Bahasa, PPPB) となった。PPPBの名称は長すぎたため、「言語センター」を意味する「プサット・バサハ」 (Pusat Bahasa) という表現が広く用いられるようになった。
2000年、PPPBは大統領令によって正式に言語センターと改称され、国民教育省の事務総長の直下に位置づけられた。
2009年、インドネシア政府と国民議会は、国旗、言語、象徴、国歌に関する2009年法令第24号 (Law 24/2009 on the Flag, Language, State Symbol and National Anthem) を成立させた。この法と大統領令によって、言語センターは言語育成振興局 (Badan Pengembangan dan Pembinaan Bahasa) へと改称され教育・文化省の下に置かれた。
2018年10月30日からは、2018年大統領令第101号 (Presidential Decree No 101/2018) によってこの部局は言語・書籍開発局 (Badan Pengembangan Bahasa dan Perbukuan) と改称された。
2020年1月2日には、2019年大統領令第82号 (Presidential Decree No 82/2019) によって名称が言語育成振興局に戻され、書籍に関する業務は教育・文化省内の研究開発局 (Badan Penelitian dan Pengembangan dan Perbukuan) に移された。
2021年7月15日、教育・文化省は研究・技術省と統合されて教育・文化・研究・技術省となった。言語育成振興局もこの新しい省のもとに置かれた。